# خانه لویس باراگان
خانه لویس باراگان ( Casa Luis Barragán) یک میراث جهانی یونسکو، موزه، و خانه واقع در مکزیکو سیتی، مکزیک می‌باشد و ساخت آن در ۱۹۴۷ به پایان رسید.